# Aulostyrax
Aulostyrax is een geslacht van kevers uit de familie bladkevers (Chrysomelidae).
De wetenschappelijke naam van het geslacht werd in 1929 gepubliceerd door Maulik.

## Soorten
- Aulostyrax heterospathi Gressitt, 1957
- Aulostyrax nuciferae Maulik, 1929